# Liste des titres musicaux numéro un au Royaume-Uni en 1963
Cette page liste les titres classés no 1 des ventes de disques au Royaume-Uni pour l'année 1963 selon The Official Charts Company.
Les classements hebdomadaires sont issus des UK Singles Chart et UK Albums Chart.

## Classement des singles
| №  | Date         | Artiste                         | Titre                          | Référence |
| -- | ------------ | ------------------------------- | ------------------------------ | --------- |
| 1  | 3 janvier    | Cliff Richard and The Shadows   | The Next Time / Bachelor Boy   |           |
| 2  | 10 janvier   | Cliff Richard and The Shadows   | The Next Time / Bachelor Boy   |           |
| 3  | 17 janvier   | Cliff Richard and The Shadows   | The Next Time / Bachelor Boy   |           |
| 4  | 24 janvier   | The Shadows                     | Dance On!                      |           |
| 5  | 31 janvier   | Jet Harris et Tony Meehan       | Diamonds                       |           |
| 6  | 7 février    | Jet Harris et Tony Meehan       | Diamonds                       |           |
| 7  | 14 février   | Jet Harris et Tony Meehan       | Diamonds                       |           |
| 8  | 21 février   | Frank Ifield                    | The Wayward Wind               |           |
| 9  | 28 février   | Frank Ifield                    | The Wayward Wind               |           |
| 10 | 7 mars       | Frank Ifield                    | The Wayward Wind               |           |
| 11 | 14 mars      | Cliff Richard and The Shadows   | Summer Holiday                 |           |
| 12 | 21 mars      | Cliff Richard and The Shadows   | Summer Holiday                 |           |
| 13 | 28 mars      | The Shadows                     | Foot Tapper                    |           |
| 14 | 4 avril      | Cliff Richard and The Shadows   | Summer Holiday                 |           |
| 15 | 11 avril     | Gerry and the Pacemakers        | How Do You Do It?              |           |
| 16 | 18 avril     | Gerry and the Pacemakers        | How Do You Do It?              |           |
| 17 | 25 avril     | Gerry and the Pacemakers        | How Do You Do It?              |           |
| 18 | 2 mai        | The Beatles                     | From Me to You                 |           |
| 19 | 9 mai        | The Beatles                     | From Me to You                 |           |
| 20 | 16 mai       | The Beatles                     | From Me to You                 |           |
| 21 | 23 mai       | The Beatles                     | From Me to You                 |           |
| 22 | 30 mai       | The Beatles                     | From Me to You                 |           |
| 23 | 6 juin       | The Beatles                     | From Me to You                 |           |
| 24 | 13 juin      | The Beatles                     | From Me to You                 |           |
| 25 | 20 juin      | Gerry and the Pacemakers        | I Like It                      |           |
| 26 | 27 juin      | Gerry and the Pacemakers        | I Like It                      |           |
| 27 | 4 juillet    | Gerry and the Pacemakers        | I Like It                      |           |
| 28 | 11 juillet   | Gerry and the Pacemakers        | I Like It                      |           |
| 29 | 18 juillet   | Frank Ifield                    | Confessin' (en)                |           |
| 30 | 25 juillet   | Frank Ifield                    | Confessin' (en)                |           |
| 31 | 1er août     | Elvis Presley                   | (You're the) Devil in Disguise |           |
| 32 | 8 août       | The Searchers                   | Sweets for My Sweet            |           |
| 33 | 15 août      | The Searchers                   | Sweets for My Sweet            |           |
| 34 | 22 août      | Billy J. Kramer and the Dakotas | Bad to Me (en)                 |           |
| 35 | 29 août      | Billy J. Kramer and the Dakotas | Bad to Me (en)                 |           |
| 36 | 5 septembre  | Billy J. Kramer and the Dakotas | Bad to Me (en)                 |           |
| 37 | 12 septembre | The Beatles                     | She Loves You                  |           |
| 38 | 19 septembre | The Beatles                     | She Loves You                  |           |
| 39 | 26 septembre | The Beatles                     | She Loves You                  |           |
| 40 | 3 octobre    | The Beatles                     | She Loves You                  |           |
| 41 | 10 octobre   | Brian Poole and the Tremeloes   | Do You Love Me                 |           |
| 42 | 17 octobre   | Brian Poole and the Tremeloes   | Do You Love Me                 |           |
| 43 | 24 octobre   | Brian Poole and the Tremeloes   | Do You Love Me                 |           |
| 44 | 31 octobre   | Gerry and the Pacemakers        | You'll Never Walk Alone        |           |
| 45 | 7 novembre   | Gerry and the Pacemakers        | You'll Never Walk Alone        |           |
| 46 | 14 novembre  | Gerry and the Pacemakers        | You'll Never Walk Alone        |           |
| 47 | 21 novembre  | Gerry and the Pacemakers        | You'll Never Walk Alone        |           |
| 48 | 28 novembre  | The Beatles                     | She Loves You                  |           |
| 49 | 5 décembre   | The Beatles                     | She Loves You                  |           |
| 50 | 12 décembre  | The Beatles                     | I Want to Hold Your Hand       |           |
| 51 | 19 décembre  | The Beatles                     | I Want to Hold Your Hand       |           |
| 52 | 26 décembre  | The Beatles                     | I Want to Hold Your Hand       |           |

## Classement des albums
| №  | Date          | Artiste                       | Titre                                   | Référence |
| -- | ------------- | ----------------------------- | --------------------------------------- | --------- |
| 1  | 6 janvier     | Divers artistes               | Bande originale du film West Side Story |           |
| 2  | 13 janvier    | The Shadows                   | Out of the Shadows                      |           |
| 3  | 20 janvier    | The Shadows                   | Out of the Shadows                      |           |
| 4  | 27 janvier    | Cliff Richard and The Shadows | Summer Holiday                          |           |
| 5  | 3 février     | Cliff Richard and The Shadows | Summer Holiday                          |           |
| 6  | 10 février    | Cliff Richard and The Shadows | Summer Holiday                          |           |
| 7  | 17 février    | Cliff Richard and The Shadows | Summer Holiday                          |           |
| 8  | 24 février    | Cliff Richard and The Shadows | Summer Holiday                          |           |
| 9  | 3 mars        | Cliff Richard and The Shadows | Summer Holiday                          |           |
| 10 | 10 mars       | Cliff Richard and The Shadows | Summer Holiday                          |           |
| 11 | 17 mars       | Cliff Richard and The Shadows | Summer Holiday                          |           |
| 12 | 24 mars       | Cliff Richard and The Shadows | Summer Holiday                          |           |
| 13 | 31 mars       | Cliff Richard and The Shadows | Summer Holiday                          |           |
| 14 | 7 avril       | Cliff Richard and The Shadows | Summer Holiday                          |           |
| 15 | 14 avril      | Cliff Richard and The Shadows | Summer Holiday                          |           |
| 16 | 21 avril      | Cliff Richard and The Shadows | Summer Holiday                          |           |
| 17 | 28 avril      | Cliff Richard and The Shadows | Summer Holiday                          |           |
| 18 | 5 mai         | The Beatles                   | Please Please Me                        |           |
| 19 | 12 mai        | The Beatles                   | Please Please Me                        |           |
| 20 | 19 mai        | The Beatles                   | Please Please Me                        |           |
| 21 | 26 mai        | The Beatles                   | Please Please Me                        |           |
| 22 | 2 juin        | The Beatles                   | Please Please Me                        |           |
| 23 | 9 juin        | The Beatles                   | Please Please Me                        |           |
| 24 | 16 juin       | The Beatles                   | Please Please Me                        |           |
| 25 | 23 juin       | The Beatles                   | Please Please Me                        |           |
| 26 | 30 juin       | The Beatles                   | Please Please Me                        |           |
| 27 | 7 juillet     | The Beatles                   | Please Please Me                        |           |
| 28 | 14 juillet    | The Beatles                   | Please Please Me                        |           |
| 29 | 21 juillet    | The Beatles                   | Please Please Me                        |           |
| 30 | 28 juillet    | The Beatles                   | Please Please Me                        |           |
| 31 | 4 août        | The Beatles                   | Please Please Me                        |           |
| 32 | 11 août       | The Beatles                   | Please Please Me                        |           |
| 33 | 18 août       | The Beatles                   | Please Please Me                        |           |
| 34 | 25 août       | The Beatles                   | Please Please Me                        |           |
| 35 | 1er septembre | The Beatles                   | Please Please Me                        |           |
| 36 | 8 septembre   | The Beatles                   | Please Please Me                        |           |
| 37 | 15 septembre  | The Beatles                   | Please Please Me                        |           |
| 38 | 22 septembre  | The Beatles                   | Please Please Me                        |           |
| 39 | 29 septembre  | The Beatles                   | Please Please Me                        |           |
| 40 | 6 octobre     | The Beatles                   | Please Please Me                        |           |
| 41 | 13 octobre    | The Beatles                   | Please Please Me                        |           |
| 42 | 20 octobre    | The Beatles                   | Please Please Me                        |           |
| 43 | 27 octobre    | The Beatles                   | Please Please Me                        |           |
| 44 | 3 novembre    | The Beatles                   | Please Please Me                        |           |
| 45 | 10 novembre   | The Beatles                   | Please Please Me                        |           |
| 46 | 17 novembre   | The Beatles                   | Please Please Me                        |           |
| 47 | 24 novembre   | The Beatles                   | Please Please Me                        |           |
| 48 | 1er décembre  | The Beatles                   | With the Beatles                        |           |
| 49 | 8 décembre    | The Beatles                   | With the Beatles                        |           |
| 50 | 15 décembre   | The Beatles                   | With the Beatles                        |           |
| 51 | 22 décembre   | The Beatles                   | With the Beatles                        |           |
| 52 | 29 décembre   | The Beatles                   | With the Beatles                        |           |

## Meilleures ventes de l'année
| Singles | Albums |
| --- | --- |
| 1. The Beatles – She Loves You 2. The Beatles - From Me to You 3. Gerry and the Pacemakers – You'll Never Walk Alone 4. The Beatles - Twist and Shout (EP) 5. Cliff Richard and The Shadows - Summer Holiday 6. Gerry and the Pacemakers - How Do You Do It? 7. Gerry and the Pacemakers - I Like It 8. Frank Ifield - Confessin' 9. Ned Miller - From a Jack to a King 10. Cliff Richard and The Shadows - The Next Time / Bachelor Boy | 1. The Beatles – With the Beatles 2. The Beatles - Please Please Me 3. Cliff Richard and The Shadows - Summer Holiday 4. Divers artistes - Bande originale du film West Side Story 5. The Shadows - Out of the Shadows 6. The Shadows - Shadow's Greatest Hits 7. The Searchers - Meet the Seachers 8. Buddy Holly and The Crickets - Reminiscing 9. Frank Ifield - I'll Remember You 10. Gerry and the Pacemakers - How Do You like It? |